# Artemps
Artemps är en kommun i departementet Aisne i regionen Hauts-de-France i norra Frankrike. Kommunen ligger  i kantonen Saint-Simon som ligger i arrondissementet Saint-Quentin. År 2022 hade Artemps 363 invånare. 
Artemps ligger 10 kilometer sydväst om Saint-Quentin och 7 kilometer nordost om Ham. Floden Somme flyter utmed kommunens norra sida och utgör del av kommunens gräns.

## Befolkningsutveckling
Antalet invånare i kommunen Artemps
Referens: INSEE